# Naizin
Naizin (tiếng Breton: Neizin) là một xã ở tỉnh Morbihan trong vùng Bretagne tây bắc Pháp. Xã này có diện tích 40,99 km², dân số năm 1999 là 3805 người. Khu vực này có độ cao từ 57-136 mét trên mực nước biển.
Cư dân của Naizin danh xưng trong tiếng Pháp là Naizinois.